# Foloi
Foloi  este un oraș în Grecia în prefectura Elida.